# Symmacra validaria
Symmacra validaria är en fjärilsart som beskrevs av Walker 1866. Symmacra validaria ingår i släktet Symmacra och familjen mätare. Inga underarter finns listade i Catalogue of Life.